# Wisconsin Conservatory of Music
Il Wisconsin Conservatory of Music è una scuola di musica indipendente a Milwaukee nel Wisconsin. Vi si possono trovare corsi di classica, jazz, rock, folk e blues e ospita concerti musicali durante tutto l'anno. Ha sede in un palazzo in stile neoclassico costruito nel 1904 da Charles L. McIntosh, tesoriere della JI Case. Nel 2000 l'edificio è stato inserito nel Registro Nazionale dei Luoghi Storici.

## Storia
La scuola discende da due scuole di musica, entrambe fondate a Milwaukee nel 1899: il Wisconsin College of Music, originariamente situato nella Mendelssohn Hall, di fronte alla Biblioteca Centrale, e il Wisconsin Conservatory of Music, originariamente ospitato nell'Ethical Building su Jefferson Strada di fronte a Piazza della Cattedrale. Le due scuole si fusero nel 1971.
Charles L. McIntosh era un industriale che acquistò una partecipazione di controllo della JI Case Threshing Machine Co. nel 1895. Divenne direttore della Milwaukee Harvester Company nel 1902 e si trasferì a Milwaukee. Lì acquistò il lotto in Prospect Avenue, che allora era la "Gold Coast" di Milwaukee, dove le élite costruirono case elaborate. Assunse Horatio R. Wilson di Chicago per progettare la sua villa. Wilson progettò un edificio a 3 piani in stile neoclassico rivestito in mattoni rossi e rifinito in arenaria, con un portico monumentale sostenuto da quattro colonne corinzie . Wilson aggiunse conci, un'ala della loggia e una cornice in rame dentellata. All'interno c'è una scala in mogano con una finestra disegnata da Tiffany sul pianerottolo, alcuni pavimenti in parquet, dieci camini, una sala da musica e una sala da biliardo. I pavimenti sono stati accuratamente costruiti per assorbire il rumore con strati di trapunte assordanti e due pollici di lana minerale. La casa fu completata nel 1904.
La vedova di McIntosh, Effie, vendette la villa nel 1921 a William Osbourne Goodrich e sua moglie Marie. William era l'erede dell'unico business dell'olio di lino di Milwaukee. Marie era la figlia maggiore di Frederick Pabst. William apprezzava la musica e dopo aver trasferito la sua famiglia nella periferia settentrionale nel 1932, alla fine affittò l'edificio al Wisconsin College of Music, gratuitamente.

## Oggi
La scuola educa oltre 1000 studenti ogni semestre e tiene lezioni in più località della contea di Milwaukee. Impiega oltre 50 insegnanti e artisti. Sono disponibili sia lezioni di gruppo sia lezioni individuali. Ha un budget annuale di circa 2 milioni di dollari, con il 70% delle spese operative coperte dalle tasse scolastiche.